# Santiago de Cotagaita
Santiago de Cotagaita o simplemente denominado como Cotagaita, es una ciudad y municipio de Bolivia, capital de la provincia de Nor Chichas en el departamento de Potosí. Fue el escenario del Combate de Cotagaita el 27 de octubre de 1810, primera acción del Ejército del Norte en el Alto Perú (hoy Bolivia) en la guerra de independencia.

## Descripción
La ciudad se encuentra en el territorio ancestral de los chichas. Limita al norte con el departamento de Chuquisaca, al sur con Tupiza y Atocha, y al oeste con Uyuni y Tomave. Está ubicada en la ruta caminera Villazón-Tupiza-Cotagaita-Vitichi-Potosí, antiguamente el "camino del inca". Santiago de Cotagaita se encuentra a 180 kilómetros de la ciudad de Potosí, la capital departamental.
Por su territorio pasan los caudalosos ríos Tumusla y Cotagaita. La ciudad se extiende a la orilla izquierda de este último, al final de una quebrada que desciende de norte a sur con pronunciada inclinación. Cerca de la ciudad, dicha quebrada se bifurca y la limita por el este y el oeste: la primera es designada con el nombre quechua Urac Cantu y la restante Janac Cantu.

## Historia

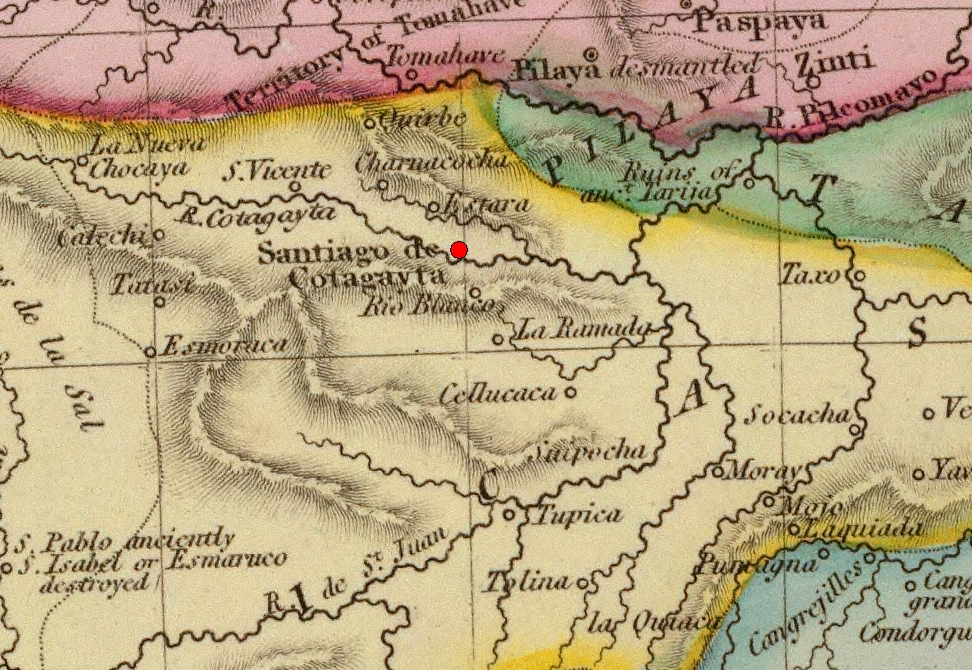
Detalle del área de Santiago de Cotagaita (1812).

### Época colonial
En 1535 Diego de Almagro pisó suelos de la actual Cotagaita, pernoctando en los villorrios de San Javier de Chirca de Cotagaita.
Su fundación data del siglo XVI: se presume de que el capitán Luis de Fuentes y Vargas, en su estadía en la ciudad de La Plata, estando de Corregidor y Justicia mayor de los Chichas, recibió en ese carácter órdenes del Virrey de Lima Francisco Álvarez de Toledo de dirigirse hacia la región de Cotagaita, donde arribó los primeros días de junio de 1560. Allí fundó el 25 de marzo de 1570 la población, dándole el nombre de Santiago de Cotagaita, en honor al Apóstol Santiago. A su paso por estas tierras, fundó también Calcha y Talina.
Durante la colonización, la villa fue elegida por su ubicación y agradable clima templado (tiene una temperatura promedio anual de 15.5°) como asiento de familias nobles de la provincia (los Medinaceli, Echeverría, Michel, Villegas, Rocabado, Tórrez, Rendón, entre otros) que en su mayoría poseían minas en las cordilleras cercanas: la Cordillera de los Frailes y la de los Chichas.
Concolocorvo, en El lazarillo de ciegos caminantes, relata brevemente su paso por la ciudad: 

A su entrada tiene un río de agua cristalina y de poco caudal. En este pueblo, que es de bastante vecindario, pueden descansar los pasajeros y proveerse de lo necesario.

### El combate de Cotagaita
Tras la Revolución de Mayo de 1810 en Buenos Aires contra el dominio realista, el ejército patriota tras vencer la Contrarrevolución de Córdoba marchó hacia el Alto Perú. Las fuerzas realistas al mando táctico del general José de Córdova se concentraron en las fortificaciones construidas en Cotagaita que le permitían controlar los caminos que conducían al interior del país. La línea tenía al frente el río de Cotagaita, a retaguardia una áspera serranía que al centro estaba dominada por cuatro cerros donde construyeron cinco reductos artillados con piezas de pequeño calibre ligados por fosos y trincheras.
El ejército patriota, similar en número al adversario, alcanzó la posición el 27 de octubre a la madrugada y, tras rechazar Córdova la rendición, Balcarce ordenó un ataque frontal. El ejército patriota consiguió dominar brevemente una altura frente a la quebrada Portugalete hasta que la salida de la infantería enemiga de sus trincheras los obligó a retirarse. Después de cuatro horas de duro combate los patriotas se replegaron a Suipacha.
En abril de 1825, en Chequelte, se rindió el general realista José María Valdez, tras el combate de Tumusla.

### SigloXXI
El 6 de febrero de 2020, una lluvia torrencial causó el desborde del río, afectando 250 casas y 400 familias de la localidad.

## Geografía
El municipio de Santiago de Cotagaita ocupa la parte sur-central de la provincia de Nor Chichas, ubicado en el este del departamento de Potosí. El municipio limita al noreste con el municipio de Vitichi, al norte con el municipio de Caiza D de la provincia de Linares, al oeste con los municipios de Tomave y Uyuni de la provincia de Quijarro, al sur con los municipios de Atocha y Tupiza de la provincia de Sud Chichas, y al este con el departamento de Chuquisaca.

## Cultura
El origen de la población es Chicha y mantiene muchas de sus tradiciones, que se reflejan en las festividades locales como la Feria Frutícola y Festival Folklórico, y las fiestas patronales de Santiago (25 de julio) y Santa Rosa (30 de agosto), así como en las costumbres comunitarias que se ponen de relieve en "la Siembra del Maíz" en octubre, donde familiares y amigos se reúnen para trabajar comunitariamente los campos, la Wack´e donde los vecinos se reúnen durante varias jornadas para darse apoyo mutuo, especialmente con la cosecha en abril y mayo, la Mink´a en que durante un día se comparten las labores agrarias sin más retribución que una comida, la fiesta Boyes Cacharpaya en que se libera al ganado en el monte tras la siembra o la de Cruz Ork´oy en enero pidiendo a la Pachamama por la cosecha.
Cotagaita es dada por algunos como cuna de Carlos Medinaceli, aunque para otros nació en Sucre. En su célebre obra "La Chaskañawi" que transcurre en "San Javier Chirca", inmortalizó de cualquier manera los pagos y reflejo los conflictos de clase en su población.

## Demografía
De acuerdo con el censo boliviano de 2024, la población del municipio de Santiago de Cotagaita es de 8 971 habitantes.
La población del municipio creció en una quinta parte entre 1992 y 2024:
| Año  | Habitantes (municipio) | Fuente |
| ---- | ---------------------- | ------ |
| 1992 | 24.494                 | Censo  |
| 2001 | 24.025                 | Censo  |
| 2012 | 31.801                 | Censo  |
| 2024 | 29.070                 | Censo  |

La población urbana y suburbana (está muy dispersa) es de 24.025 habitantes. La incidencia de la pobreza es del 92,32%, lo cual en cierta medida se ve contenido gracias a una importante organización social de la población y a la persistencia de unidades productivas familiares. Cotagaita tiene 25 centros de salud de atención primaria y uno secundaria y 113 locales escolares (más de 5000 alumnos matriculados).

## Política

### Alcaldes de Cotagaita
| Alcalde de Cotagaita      | Situación                 | Periodo                                    | Partido político |
| ------------------------- | ------------------------- | ------------------------------------------ | ---------------- |
| Norma Mendoza Sardinas    | Electa Democráticamente   | 10 de enero de 2005 - 10 de enero de 2006  | PCC              |
| Aurelio Cruz Choquellampa | Interino Transitorio      | 10 de enero de 2006 - 10 de enero de 2007  | PCC              |
| Waldo Martínez Pereira    | Interino Transitorio      | 10 de enero de 2007 - 10 de enero de 2009  | MNR              |
| Carlos Flores Huayta      | Interino Transitorio      | 10 de enero de 2009 - 31 de mayo de 2010   | MAS-IPSP         |
| Glberto Montero Ramos     | Electo Democráticamente   | 31 de mayo de 2010 - 31 de mayo de 2015    | MAS-IPSP         |
| Gilberto Montero Ramos    | Reelecto Democráticamente | 31 de mayo de 2015 - 15 de mayo de 2017    | MAS-IPSP         |
| Kevin Salvador Chambi     | Interino Transitorio      | 15 de mayo de 2017 - 30 de octubre de 2018 | MAS-IPSP         |
| Macario Navarro Quispe    | Electo Democráticamente   | 30 de octubre de 2018 - 3 de mayo de 2021  | MAS-IPSP         |
| Daniel Llanos             | Electo Democráticamente   | 3 de mayo de 2021 - Actualidad             | MAS-IPSP         |

## Economía
La economía del municipio se basa en la producción agrícola (papa, maíz y hortalizas) y ganadera (principalmente caprinos y en menor escala ovinos y vacunos), destinada  al consumo familiar y el comercio, que se complementa con producción de tejidos artesanales. Los cultivos principales de árboles frutales (durazno, uva) cuyo producto abastece  a los departamentos  de Potosí y Oruro. El municipio es conocido como la capital frutícola del departamento de Potosí.